# Cleveaceae
Cleveaceae es una familia de  Marchantiophytas en el orden de Marchantiales. Comprende 4 géneros con 38 especies descritas y de estas, solo 19 aceptadas.

## Taxonomía
La familia fue descrita por Francis Cavers y publicado en New Phytologist 10: 42. 1911.

## Géneros
- Athalamia
- Clevea
- Peltolepis
- Sauteria